# Peperomia truncivaga
Peperomia truncivaga är en pepparväxtart som beskrevs av C. Dc.. Peperomia truncivaga ingår i släktet peperomior, och familjen pepparväxter. Inga underarter finns listade i Catalogue of Life.